# Calceolaria adenanthera
Calceolaria adenanthera là một loài thực vật thuộc họ Scrophulariaceae. Đây là loài đặc hữu của Ecuador.